# Airopsis tenella
Airopsis tenella es una planta herbáceas de la familia de las poáceas.

## Descripción
Es una herbácea anual muy fina. Tallos de 3–25 cm de altura. Hojas no auriculadas. La parte extrema de la lámina inflada. Láminas lineales; angostas; de 1,5 mm de ancho; setácea; enrollada (convoluta); sin venación cruzada. Lígula con membrana; no truncada; de 1–2 mm de largo. Es una planta bisexual, con espigas bisexuales, y flores hermafroditas. Inflorescencia paniculada; abierta, o contraída; espatada. Espiguillas no secundarias; pediceladas (pedicelos clavados). 

## Taxonomía
Airopsis tenella fue descrita por (Cav.) Coss. & Durieu y publicado en Exploration Scientifique de l'Algérie 2: 97. 1867.
Citología
Tiene una base cromosomática, número, x = 4. 2n = 8. Diploide. 
Sinonimia
- Aeropsis tenella (Cav.) Asch. & Graebn.
- Agrostis tenella (Cav.) Poir.
- Aira globosa Thore
- Airopsis globosa (Thore) Desv.
- Briza globosa (Ten.) Mutel
- Milium tenellum Cav.
- Paspalum globosum (Thore) Raspail
- Sphaerella pumila Bubani[3]